# Saint-Julien-le-Vendômois
Saint-Julien-le-Vendômois è un comune francese di 275 abitanti situato nel dipartimento della Corrèze nella regione della Nuova Aquitania.

## Società

### Evoluzione demografica
Abitanti censiti